# Pressbaum
Pressbaum est une commune autrichienne du district de Sankt Pölten-Land en Basse-Autriche.

## Personnalités
- Carl Hollitzer (1874-1942), caricaturiste, chanteur et acteur, est mort à Pressbaum.